# 티미랴젭스카야역 (모스크바 모노레일)
티미랴젭스카야역(러시아어: Тимирязевская, 밀라셴코바 거리)은 모스크바 모노레일의 서쪽 종착역이다. 모스크바 북동부 행정 구역 부티르스키 지역에 위치한 이 역은 모스크바 지하철 세르푸홉스코 티미랴젭스카야 선 티미랴젭스카야 역에서 50m(160ft) 떨어진 곳에 위치한다.

## 역사
티미랴젭스카야 역은 2004년 11월 20일 임시 개업 9일 후인 11월 29일 개통되었다. 단 두 편성의 열차만이 노선에서 운행되었고, 열차 배차 간격은 30분, 운영 시간은 10시부터 16시까지였다. 승객들은 울리차 세르게야 아이젠슈테이나 역에서만 열차에 탑승할 수 있었다. 2008년 1월 10일, 모노레일은 6:50 ~ 23:00 승객을 위한 정기 운행을 시작했고, 어느 역에서나 열차에 탑승할 수 있게 되었다. 또한, 가격은 50루블에서 19루블로 인하되었다.

## 환승
티미랴젭스카야 역에서는 모스크바 지하철 세르푸홉스코 티미랴젭스카야 선 티미랴젭스카야 역으로 갈아탈 수 있다.

## 지리
인근에 모스크바 북쪽 교외로 연결되는 철도역인 사뵬롭스키역(러시아어: Савёловский вокзал)에서 "티미랴젭스카야 플랫폼"으로 이동할 수 있는 통로가 있다.

## 같이 보기
- (러시아어) 모노레일 역사 소개